# 時間知覚

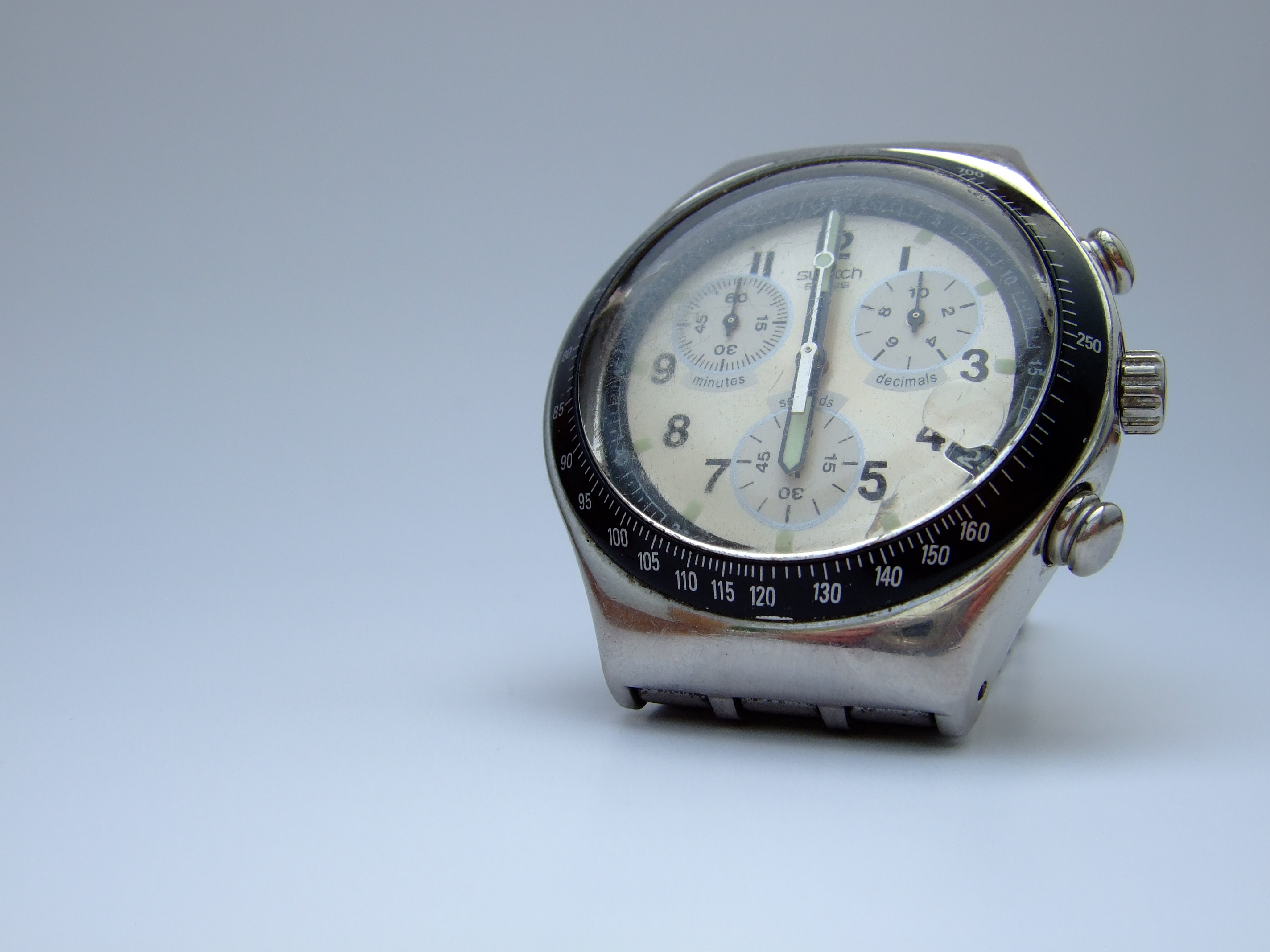
時計

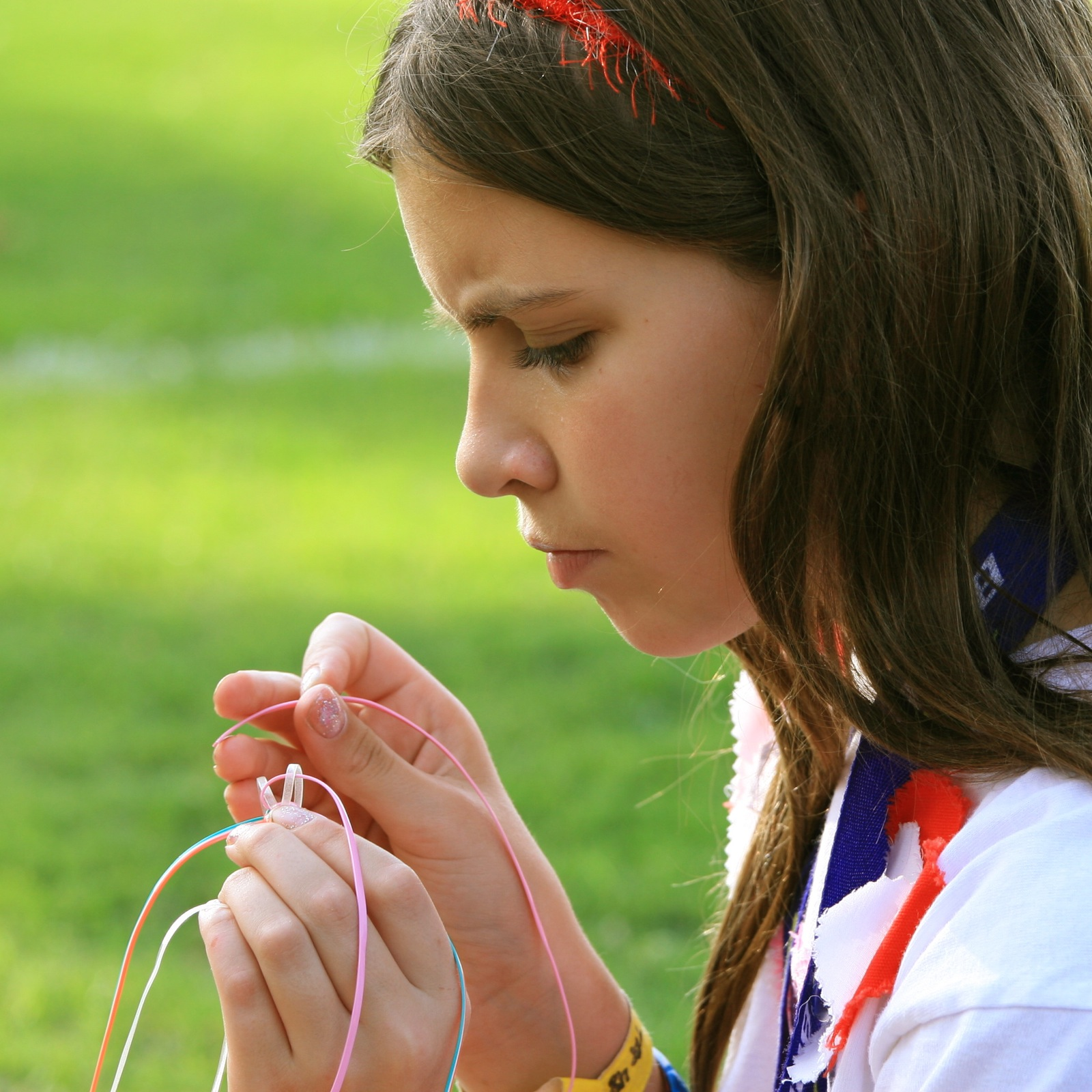
ある作業に熱中するフロー状態では、時間知覚が変化する

時間知覚（じかんちかく, Time perception）は、現象が持続しているという意識、およびその持続の長短や減少の時間的前後関係などの意識を言う。いわゆる心理的現在も一瞬間ではなく、ある幅を持っているが、われわれはそれをひとつのまとまりとして感ずる。その範囲は一般に5–6秒くらいまでである。また時間的に隔たった2個の印象としてつかまれる最小時間は視覚では0.043秒、聴覚で0.002–0.016秒、触覚で0.027秒といわれ、それ以下ではひとつに融合する。1秒前後の短い時間を与え、これと同長と思われる時間を再生あるいは評価させるとき、それがほぼ正確にできるのは約0.7秒の長さの時間で、これを無記時間という。
時間知覚はまた刺激条件によって変化する。また2つの刺激で区切られた時間の知覚は、ある範囲内で、その刺激が担う空間感覚の長短によって、長くまたは短く変化する。長い時間の評価は主として環境に対する自己の状態に依存し、自己領域の緊張度が多少とも普通以上に強まるとき長く感じられ、これと逆の場合には短く評価される傾向がある。しかし過去の回想においては、経験内容の変化の有無によって時間の長短の感じが規定される様になる。

## 理論
ウィリアムJフリードマン(William J. Friedman)(1993)が、時間知覚について2つの理論を対比している。
- 時間記憶の強度モデル。これは、記憶の痕跡が残っていることを示すものであり、そのことによって人間は記憶の年齢（したがって、その出来事がどれくらい前に起こったか）を判断している可能性がある。しかし、これは最近の出来事の思い出が、遠くの記憶よりももっと早く退色するという事実と反している。
- 推論モデルは、問われている出来事と日付や時間がわかっているその他の出来事の関係の情報から推測されていると提案している